# Bananaz

Bananaz est le quatrième DVD du groupe Gorillaz basé sur un film documentaire, durant 1 heure 31, racontant le parcours du groupe de 2000 à 2006, et également composé d'extraits live. Il est sorti en juin 2009.